# Tydemania navigatoris
Tydemania navigatoris is een straalvinnige vissensoort uit de familie van driepootvissen (Triacanthodidae). De wetenschappelijke naam van de soort is voor het eerst geldig gepubliceerd in 1913 door Weber.